# Anouar Ben Khelifa
Anouar Ben Khelifa, né le 18 mai 1973 à Ezzahra, est un haut fonctionnaire et homme politique tunisien. Il est secrétaire d'État auprès du chef du gouvernement, chargé de la Gouvernance et de la Fonction publique de janvier 2014 à février 2015.

## Biographie

### Formation
Anouar Ben Khelifa obtient un baccalauréat section lettres en 1992 au lycée du 2-Mars-1934 à Ezzahra. En 1997, il décroche une maîtrise de droit et de sciences politiques à l'université de Tunis, puis un diplôme de fin d'études du cycle supérieur à l'École nationale d'administration en 1991 et un diplôme d’achèvement du « programme Hubert H. Humphrey » à l'université du Minnesota (États-Unis) en 2009.

### Carrière professionnelle
Entre janvier 2001 et novembre 2004, il est contrôleur adjoint des services publics et chef de service d’administration centrale au sein du contrôle général des services publics (organe dépendant du Premier ministre). Ensuite, jusqu'en mai 2009, il est contrôleur des services publics et sous-directeur d’administration centrale au sein du même service, puis contrôleur en chef des services publics et directeur d’administration centrale. Entre février 2011 et août 2013, il est investigateur en chef auprès de l’Instance nationale de lutte contre la corruption puis, à partir de cette dernière date, contrôleur général des services publics et directeur général d’administration centrale au sein du corps de contrôle général des services publics.
À partir de septembre 2007, il est expert au programme d'appui à la qualité de l'enseignement supérieur en Tunisie, contrôleur d'État à temps partiel auprès de la Société nouvelle d'impression de presse et d'édition de septembre 2010 à août 2012, membre du conseil d'administration de l'Établissement de la télévision tunisienne depuis novembre 2011, expert gouvernemental dans le cadre du mécanisme d’examen de l'application, par la Tunisie, de la Convention des Nations unies contre la corruption depuis octobre 2012, et enfin enseignant à temps partiel à l'École nationale d'administration depuis juillet 2013.

### Carrière politique
En janvier 2014, il est nommé secrétaire d'État auprès du chef du gouvernement, chargé de la Gouvernance et de la Fonction publique, en tant qu'indépendant, au sein du gouvernement de Mehdi Jomaa.

## Vie privée
Anouar Ben Khelifa est marié. Il parle anglais, français, italien et allemand.